# Мцхета-Мтијанетија
Мцхета-Мтијанетија (груз. მცხეთა-მთიანეთი – Мцхета-Мтијанети) је регија у источној Грузији. Граничи се са регијама Кахетија на истоку, Доњи Картли на југу и Унутрашњи Картли на западу те са Русијом на северу.
Главни град је Мцхета.
Регија се простире на 6.785 km² и има 94.300 становника (2015).

## Етничка структура
- Грузини 94,5%
- Азери 2,4%
- Осети 1,4%[1]